# Lagarozoum coronata
Lagarozoum coronata är en mossdjursart som beskrevs av Canu och Bassler 1929. Lagarozoum coronata ingår i släktet Lagarozoum och familjen Aspidostomatidae. Inga underarter finns listade i Catalogue of Life.